# Dorcadion fulvum
Dorcadion fulvum — вид жесткокрылых из семейства усачей.

## Описание
Жук длиной от 15 до 19 мм, имеет красно-бурую или рыже-каштановую окраску, иногда тело частью зачернённое. Плечевое ребро сложено, начиная от середины надкрылий.

## Экология
Обитает в лесостепях и степях.

## Подвиды
- подвид: Dorcadion fulvum canaliculatum Fischer von Waldheim, 1823
- подвид: Dorcadion fulvum cervae Frivaldszky, 1892
- подвид: Dorcadion fulvum fulvum (Scopoli, 1763) (= Carinatodorcadion fulvum fulvum (Scopoli, 1763); Dorcadion frontale Mulsant & Rey, 1863) — распространён в Словении, Венгрии, Чехии, Словакии, Германии, Австрии и Украине.